# 13살의 반란
《13살의 반란》(영어: Thirteen)은 미국과 영국에서 제작된 2003년 십대 드라마 영화이다. 캐서린 하드윅이 연출하고, 하드윅과 니키 리드가 공동으로 각본을 썼다. 에번 레이철 우드, 니키 리드, 홀리 헌터 등이 출연하였고, 제프리 리비힌티 등이 제작에 참여하였다. 주제 대사 내용 면에서 청소년의 건전한 경험과 인격체로는 수용하기 어려운 내용으로 판단되어 청소년관람불가 등급을 받았다. 청소년의 일탈을 소재로 한 내용은 건전하지 못하다고 판단되어서.

## 줄거리
13살 로스앤젤레스 중학교 7학년 트레이시는 똑똑하고 온유한 성품을 지닌 모범생이다. 이혼 후 홀로 트레이시와 오빠 메이슨을 키우는 미용사 엄마 멜러니는 알코올 의존증에서 회복 중이며, 아빠는 바쁘다는 핑계로 양육 의무를 등한시한다. 트레이시는 스트레스로 우울증에 빠져들어 자해하는 버릇으로 홀로 감내하고 있지만 멜러니는 이를 눈치채지 못한다.
트레이시는 충동적으로 한 노부인의 돈을 훔치고 이 돈으로 학교 최고 인기인 이비와 쇼핑을 하면서 이비 무리에 끼게 된다. 이비는 트레이시를 성, 약, 범죄의 길로 이끌고, 멜러니는 트레이시의 변화를 감지하지만 개입할 방법을 찾지 못한다.
사촌 브룩을 후견인으로 둔 이비는 브룩의 남자친구가 폭력을 휘두른다며 트레이시의 집에 머물기 시작한다. 트레이시와 이비는 이웃 루크를 유혹하고, 먼지 제거용 가스 살포기(gas duster)를 들이마시고 취한 상태에서 서로에게 주먹을 날린다. 사실 브룩은 성형 수술이 잘못되어 숨어 지내는 상태였다.
이비는 멜러니에게 자신을 정식으로 입양해달라고 청하지만 거절당하자 트레이시에게 왕따를 시킨다. 트레이시는 유급까지 당하게 되자 이비가 자신의 삶에 끼친 부정적인 영향을 깨닫기 시작하는데...

## 출연
- 에번 레이철 우드 - 트레이시 프릴랜드 역
- 니키 리드 - 이비 저모라 역
- 홀리 헌터 - 멜러니 프릴랜드 역
- 제러미 시스토 - 브레이디 역: 멜러니의 남자친구.
- 브레이디 코베이 - 메이슨 프릴랜드 역: 트레이시의 오빠.
- 데버라 케라 엉거 - 브룩 럴레인 역
- 세라 클라크 - 버디 역
- 버네사 허전스 - 노엘 역
- 킵 파듀 - 인명구조원 소년/루크 역
- D. W. 모펏 - 트래비스 프릴랜드 역
- 제니카 케리 - 애스트리드 역
- 테사 러드윅 - 유미 역

## 기타 제작진
- 공동 제작·라인 제작: 로즈메리 마크스
- 협력 제작: 캐나다 조해나 고든
- 배역: 재키 핑크, 샤니 긴즈버그
- 미술: 캐럴 스토로버
- 의상: 신디 에번스

## 사운드트랙
곡 목록
| 순서          | 제목                                               | 공연자                                      | 재생 시간 |
| ------------- | -------------------------------------------------- | ------------------------------------------- | --------- |
| 1.            | "Mas"                                              | 킹키                                        | 4:21      |
| 2.            | "Super Bad Girl"                                   | 이피                                        | 4:18      |
| 3.            | "The Equaliser"                                    | 클리닉                                      | 3:43      |
| 4.            | "Ivanka"                                           | 임피리얼 틴                                 | 3:17      |
| 5.            | "(So I’ll Sit Here) Waiting"                       | 더 라이크                                   | 4:37      |
| 6.            | "Make It with the Best"                            | 더 포크 임플로전                            | 3:56      |
| 7.            | "Beso"                                             | 카먼 리조 feat. 키니 스타                   | 3:36      |
| 8.            | "Killer inside Me" (Meat Beat Manifestation remix) | MC 900 피트 지저스                          | 4:53      |
| 9.            | "Explain It to Me"                                 | 리즈 페어                                   | 3:11      |
| 10.           | "Lemon"                                            | 케이티 로즈                                 | 4:47      |
| 11.           | "Pay Attention to Me"                              | 올랜도 브라운                               | 4:15      |
| 12.           | "The Freshest"                                     | 더 프레시메이카 feat. 처브 록 & 타샤 베이가 | 2:52      |
| 13.           | "Nicotine"                                         | 애넷                                        | 3:43      |
| 14.           | "Bien Caliente"                                    | 더 토멘토스                                 | 4:04      |
| 15.           | "The Shoot Out" (score)                            | 마크 머더즈보                               | 1:09      |
| 16.           | "Hit Me" (score)                                   | 머더즈보                                    | 1:47      |
| 총 재생 시간: | 총 재생 시간:                                      | 총 재생 시간:                               | 00:58:23  |